# عبد الرزاق عبود
عبد الرزاق عبود ذرب البهادلي هو لاعب كرة قدم عراقي سابق، ولد سنة 1947 وتوفي في 4 أيار 2021.
مثل الفئات العمرية للمنتخب العراقي ثم شارك في بعض المباريات الدولية بضمنها بطولة معرض دمشق الدولي سنة 1968، حيث شارك منتخب شباب العراق وحصل على المركز الثاني بعد أن فاز على منتخب حلب (1-0) ومنتخب عمان (4-1) وتعادل في المباراة الأخيرة مع منتخب الجيش السوري بلا أهداف، ليحتل المركز الثاني في البطولة بفارق عدد ركلات الزاوية بحسب نظام البطولة، بعد تساويه بالنقاط مع منتخب الجيش السوري.
أما على الصعيد المحلي فقد مثل نادي الهواة ونادي القوة الجوية.